# 11 de febrero
El 11 de febrero es el 42.º (cuadragésimo segundo) día del año en el calendario gregoriano. Quedan 323 días para finalizar el año y 324 en años bisiestos.

## Acontecimientos
- 660 a. C.: el emperador Jinmu funda Japón.
- 55: en Roma, muere envenenado Británico, heredero del Imperio romano, un día antes de cumplir 14 años de edad, dejando la vía libre a su hermanastro Nerón, de 17 años, para convertirse en el nuevo emperador.
- 244: en Zaitha (Mesopotamia) el emperador Gordiano III es asesinado por sus soldados amotinados. En su memoria se levanta un túmulo en Karkemish (en la actual frontera entre Turquía y Siria).
- 1177: en Úlster, el ejército de John de Courcy (1160-1219) derrota al clan nativo Dunleavey. Los ingleses se establecen en la región.
- 1355: en un bar de la ciudad de Oxford (Inglaterra), dos estudiantes de la Universidad de Oxford pelean con un tabernero por la calidad del vino. Se genera una gran riña de dos días en que los lugareños se pusieron del lado del tabernero. En los enfrentamientos armados (Motín del Día de Santa Escolástica) murieron 63 estudiantes y 30 lugareños.
- 1531: en Inglaterra, Enrique VIII se proclama cabeza de la Iglesia de Inglaterra por no haber anulado el papa romano su matrimonio con Catalina de Aragón.
- 1534: Enrique VIII de Inglaterra es reconocido como jefe supremo de la Iglesia de Inglaterra.
- 1606: en España, la Corte de Felipe III se traslada de Valladolid a Madrid.
- 1723: en Cuba se realiza el primer impreso del país, la Tarifa general de precios de medicina.
- 1752: en los Estados Unidos, Benjamin Franklin abre el hospital Pensilvania, el primero del país.
- 1790: en los Estados Unidos, la Sociedad Religiosa de los Amigos (también conocidos como los cuáqueros) solicita ante el congreso la abolición de la esclavitud.
- 1794: en los Estados Unidos se realiza la primera sesión del Senado de Estados Unidos abierta al público.
- 1808: en los Estados Unidos se quema experimentalmente por primera vez carbón de antracita como combustible.
- 1809: en los Estados Unidos, Robert Fulton patenta unas mejoras para la navegación con barcos a vapor.
- 1812: en los Estados Unidos, el gobernador de Massachusetts Elbridge Gerry (1744-1814) realiza el primer gerrimandraje.
- 1820: en las Provincias Unidas del Río de la Plata quedan disueltos el Directorio y el Congreso de Tucumán.
- 1826: en Inglaterra se funda el Colegio Universitario de Londres.
- 1826: en la India, el autodenominado dios hinduista Suami Naraian (1781-1830) escribe el Shikshapatri, un texto importante dentro del hinduismo swaminarayan (la religión que él creó).
- 1840: en París, Gaetano Donizetti estrena su ópera La fille du régiment.
- 1843: en Milán, Giuseppe Verdi estrena su ópera I lombardi alla Prima Crociata.
- 1856: en la India, los británicos de la empresa Compañía Británica de las Indias Orientales invaden el reino de Awadh, encarcelan al rey Wajid Ali Shah y lo exilian a Calcuta.
- 1858: en Lourdes, Francia, la pastora Bernadette Sobirós dice haber visto a la Virgen.
- 1869: en España se abren las Cortes Constituyentes después del derrocamiento de Isabel II.
- 1873: en España, las Cortes aceptan la renuncia al trono de Amadeo de Saboya. Se proclama la I República, siendo nombrado presidente de la misma Estanislao Figueras.
- 1874: en París, Alejandro Dumas, hijo, ingresa en la Academia francesa.
- 1890: Inglaterra exige la retirada de las tropas portuguesas de Mashonalandia, dando fin al proyecto expansionista del Mapa rosado.
- 1895: Estados Unidos establece su protectorado sobre las islas Hawái.
- 1895: en Aberdeenshire (Reino Unido) se registra la temperatura más baja en el país hasta ese momento: –27,2 °C. Este récord será igualado el 10 de enero de 1982 y el 30 de diciembre de 1995.
- 1902: en Bruselas, la policía reprime a mujeres activistas por el sufragio femenino.
- 1903: en Viena, Ánton Bruckner (1824-1896) estrena su 9.ª sinfonía.
- 1904: en España, los fuertes temporales provocan inundaciones en distintos puntos de la Península.
- 1906: el papa Pío X (1835-1914) publica su encíclica Vehementer nos.
- 1906: en la provincia de Jaén (España) una plaga de pulgón devasta los olivos.
- 1909: en El Escorial (Madrid) se produce un incendio en la Universidad de los Agustinos.
- 1910: en Barcelona se inician las pruebas con un monoplano Blériot, con motor Anzani de 25 caballos, propiedad de Mario García Cames.
- 1916: en los Estados Unidos la policía arresta a la anarquista lituana Emma Goldman por dar una conferencia a favor del control de la natalidad.
- 1916: en Alemania ―en el marco de la Primera Guerra Mundial―, el emperador Guillermo II ordena la intensificación de la ofensiva submarina.
- 1919: en Alemania, Friedrich Ebert es elegido democráticamente primer presidente de la República de Weimar.
- 1924: el Reino Unido reconoce al Gobierno de la Unión Soviética.
- 1925: en Portugal, el Gobierno es derrocado.
- 1927: debuta en Barcelona la cantante española Concha Piquer.
- 1929: en Roma se firman los Pactos de Letrán, entre la Santa Sede e Italia, por los que se crea el estado pontificio de Ciudad del Vaticano.
- 1930: en México, la policía registra la delegación de los soviets.
- 1931: el Gobierno soviético ordena la «movilización de los especialistas agrícolas» para que trabajen gratuitamente durante dos meses en las fincas colectivizadas.
- 1934: en Colombia, los comunistas presentan su candidato indio en las elecciones presidenciales, en las que será elegido el líder del Partido Liberal Colombiano, Alfonso López Pumarejo.
- 1937: en los Estados Unidos termina una huelga cuando la empresa General Motors reconoce el United Auto Workers Union (sindicato de trabajadores automotrices unidos).
- 1938: en Londres, la BBC produce el primer programa de televisión sobre ciencia ficción del mundo: una adaptación de RUR (obra de teatro de Karel Capek, donde aparece por primera vez la palabra robot, inventada por su hermano).
- 1939: en España las tropas sublevadas se hacen con el poder de Llivia tras pedir permiso para ocuparla a las autoridades francesas. Al hacerse con Llivia consiguen ocupar toda Cataluña.
- 1939: en los Estados Unidos, un avión Lockheed P-38 Lightning vuela desde California hasta Nueva York en tiempo récord: 7:02 h.
- 1940: en España se restablece el Consejo de Estado.
- 1940: Alemania y la Unión Soviética firman un tratado sobre la entrega de materias primas y productos industriales.
- 1940: en México, Salvador Lutteroth funda al equipo de béisbol Rojos del México que posteriormente cambiaría su nombre a Diablos Rojos del México máximo ganador de títulos (16) de la Liga Mexicana de Béisbol
- 1941: Aviones británicos bombardean la ciudad alemana de Hannover.
- 1942: en Singapur ―en el marco de la Segunda Guerra Mundial― se libra la batalla de Bukit Timah.
- 1942: poco después de las 22:30 h, parten desde Brest hacia puertos alemanes. los buques de guerra alemanes Gneisenau, Scharnhorst y Prinz Eugen, dando inicio la Operación Cerberus.
- 1943: el general estadounidense Dwight D. Eisenhower toma el mando de los ejércitos aliados en el norte de África.
- 1944: es liberado en Colombia el jefe conservador Laureano Gómez, que había sido encarcelado a principios de año por calumnias al Gobierno.
- 1945: se clausura la Conferencia de Yalta, en la que Franklin Delano Roosevelt, Winston Churchill y Iósif Stalin acuerdan el reparto de poder en el mundo tras el final de la Segunda Guerra Mundial.
- 1945: la ciudad de Budapest es ocupada por fuerzas soviéticas.
- 1947: en el Rif, el antiguo cabecilla Abd el-Krim es liberado por las autoridades francesas.
- 1948: en Irlanda, el Fianna Fáil (partido del primer ministro Éamon de Valera), en el poder desde hace 16 años, pierde la mayoría absoluta.
- 1953: en los Estados Unidos, el presidente Dwight D. Eisenhower rechaza el pedido de clemencia por Julius y Ethel Rosenberg, acusados de traición.
- 1953: en Chile, el pico de San Valentín, la cima máxima de la zona sur patagónica de la cordillera de los Andes, es conquistado por montañistas argentinos.
- 1956: en Bolivia se aprueba la ley que da el derecho al voto a los indígenas, las mujeres y los militares.
- 1956: en Europa se experimenta una gran ola de frío. En muchas zonas se registran las temperaturas más bajas del siglo.
- 1956: en la República Popular China, el Gobierno socializa las empresas privadas.
- 1958: se registra el máximo solar más fuerte de la Historia humana.
- 1958: en China, el Congreso Popular chino acuerda introducir el alfabeto latino en el país.
- 1958: en China, Chen Yi suceede a Zhou Enlai como ministro de Asuntos Exteriores.
- 1958: en los Estados Unidos ―que hasta 1967 estuvo bajo el flagelo de la segregación racial― la aerolínea Mohawk Airlines contrata a Ruth Carol Taylor como azafata. Es la primera mujer afroestadounidense que consigue ese trabajo. Su carrera duró solo seis meses debido a otra barrera discriminatoria: la empresa prohibía que las azafatas se casaran.
- 1960: en la frontera chino-india se producen incidentes que dejan un saldo de 12 soldados chinos muertos.
- 1963: la banda británica The Beatles graba su primer álbum, Please Please Me.[1]
- 1964: en Limassol (Chipre) los griegos y los turcos se traban en combate.
- 1966: primera presentación del dúo argentino Bárbara y Dick, en el Festival Internacional de la canción de Mar del Plata.
- 1967: en China, fuerzas del Ejército controlan Pekín ante la agitación de los guardias rojos revolucionarios.
- 1968: en Oviedo se celebra el Congreso Provincial de Gitanos.
- 1971: el nuevo plan quinquenal soviético se orienta hacia la producción de bienes de consumo.
- 1972: en España se pone en funcionamiento la Central nuclear de Vandellós I, en Tarragona.
- 1973: en Vietnam del Sur se retiran las últimas unidades invasoras estadounidenses. Vietnam realiza la primera entrega de prisioneros estadounidenses.
- 1974: en Washington, representantes de los países occidentales celebran una conferencia sobre la energía.
- 1975: en Reino Unido, Margaret Thatcher es elegida líder del Partido Conservador.
- 1976: en España, los GRAPO liberan al presidente del Consejo de Estado, Antonio María de Oriol y Urquijo, secuestrado dos meses antes.
- 1977: en España, el Partido Comunista pide su legalización.
- 1977: en Chile, el cantante español Julio Iglesias actúa ante 100.000 personas en el Estadio Nacional de Santiago.
- 1978: China levanta una prohibición contra las obras de Aristóteles, William Shakespeare y Charles Dickens.
- 1979: en Irán, el ayatollah Jomeini, tras el triunfo de la revolución, toma el poder absoluto del país y proclama la República Islámica.
- 1981: en Tennessee, se filtran 380 m³) de refrigerante radioactivo en el edificio de la planta nuclear TVA Sequoyah, contaminando a 8 trabajadores.
- 1984: en Cabo Cañaveral aterriza el transbordador espacial Challenger tras once días de permanencia en el espacio, durante los cuales dos astronautas realizaron el primer paseo espacial autopropulsado.
- 1989: en los Estados Unidos, Barbara Clementine Harris, sacerdotisa de la iglesia episcopaliana (Comunión anglicana, Iglesia Episcopal en los Estados Unidos de América), se convierte en la primera mujer ordenada obispa.
- 1989: Kabul (capital de Afganistán), es sitiada por la guerrilla y minada por la quinta columna durante la salida de los soldados soviéticos de la ciudad.
- 1989: Benazir Bhutto (primera ministra de Pakistán), visita Pekín.
- 1990: en Sudáfrica, Nelson Mandela sale de la cárcel después de 27 años.
- 1990: en Tokio (Japón), James Douglas derrota por K. O. a Mike Tyson en combate por el título mundial de los pesos pesados.
- 1990: el Partido del Trabajo de Albania decide la introducción del sistema pluripartidista.
- 1991: en La Haya (Países Bajos) se funda la UNPO (Organización de Naciones y Pueblos No Representados).
- 1991: en Islandia, se reconoce la independencia de Lituania respecto a la Unión Soviética, aunque es el único país que lo acepta.
- 1993: en España se crean las dos primeras universidades privadas de Madrid: la Universidad Alfonso X el Sabio y la Universidad CEU San Pablo.
- 1994: el Gobierno español interviene técnicamente la cooperativa de viviendas PSV, al suspender temporalmente la actuación de sus órganos sociales.
- 1997: en Ecuador, el ex presidente del Congreso, Fabián Alarcón, se convierte en jefe del Estado hasta agosto de 1998 por decisión del Parlamento.
- 1997: se reúnen el Gobierno peruano y los miembros de un comando armado del Movimiento Revolucionario Túpac Amaru (MRTA).
- 1997: en Tolosa (Guipúzcoa) el industrial Francisco Arratibel Fuentes (de 44 años) es asesinado por la banda terrorista ETA.
- 1997: en los Estados Unidos, el transbordador Discovery es lanzado en una misión para arreglar el telescopio espacial Hubble.
- 1998: en Madrid se inaugura la 17.ª Feria Internacional de Arte Contemporáneo (ARCO).
- 1998: en Berlín comienza el Berlinale de cine.
- 1999: en San Francisco (California), un jurado condena a Philip Morris (la empresa fabricante de los cigarrillos Marlboro) a pagar 50 millones de dólares estadounidenses a una fumadora con cáncer de pulmón irreversible. El 6 de junio de 2001 tendrá que pagar 3000 millones de dólares en un juicio similar.
- 2000: en Reino Unido, el primer ministro Tony Blair anuncia la suspensión de todas las instituciones autónomas de Irlanda del Norte ante la negativa del IRA a entregar las armas.
- 2000: Telefónica y el banco BBVA sellan una alianza estratégica.
- 2000: en las aguas del río Danubio se desborda una balsa minera con un alto contenido de cianuro.
- 2001: el análisis del genoma confirma que el ser humano tiene poco más de 30 000 genes.
- 2001: en España siete técnicos de la Compañía Lírica fallecen en un accidente de tráfico.
- 2003: en la ciudad de La Meca mueren 14 peregrinos en una avalancha.
- 2004: en Diwaniya ―en el marco de la invasión a la República de Irak― cinco militares españoles resultan heridos en un ataque con explosivos.
- 2004: en Gaza, mueren 15 personas en un enfrentamiento con el ejército israelí
- 2005: en Pakistán, el derrumbe de la presa de Shadi Kor acaba con la vida de al menos 135 personas y deja más de 500 desaparecidos.
- 2005: en el estado de Vargas (Venezuela), un temporal de lluvias torrenciales deja 16 muertos y miles de damnificados.
- 2005: en España se inaugura el Año Internacional de la Física, declarado por la UNESCO con un acto en el Congreso de los Diputados.
- 2005: en la Patagonia, investigadores argentinos hallan el único yacimiento existente hasta el momento de huevos de dinosaurio con embriones en su interior.
- 2005: en Argentina, un motín en una cárcel concluye con 8 muertos y 30 heridos.
- 2006: en Uganda, el presidente Yoweri Museveni sale ileso de un atentado.
- 2006: en Corpus Christi (Texas), el vicepresidente Dick Cheney le dispara accidentalmente una perdigonada (unos 200 perdigones) a su amigo, el multimillonario Harry Whittington, quien milagrosamente sobrevive al incidente.
- 2007: se celebra el Referéndum sobre la despenalización del aborto en Portugal, ganando el SÍ con el 59,25 % de los votos.
- 2008: en Timor Oriental, un grupo de soldados amotinados hieren gravemente al presidente José Ramos-Horta. El líder de los rebeldes, Alfredo Reinado, muere en el ataque.
- 2011: en Egipto, Hosni Mubarak renuncia como presidente tras 30 años de gobierno, consecuencia de la crisis social egipcia y la presión de la comunidad internacional.
- 2011: en Concepción, Chile, a las 17:05 hora local se produce un sismo de intensidad 6,8 en la escala de Richter. Durante el resto del día hubo más de 80 réplicas en la zona centro sur del país.
- 2013: el papa Benedicto XVI anuncia que renunciará a sus funciones el día 28 del mismo mes por razones de salud.[2]
- 2016: se anuncia oficialmente la detección directa de ondas gravitacionales por el experimento LIGO.
- 2016: Rolando Argueta Asume como presidente de la Corte Suprema de Justicia de Honduras para el Periodo 2016 - 2023
- 2018: en Rusia, el vuelo 703 de Saratov Airlines se accidenta en la provincia de Moscú. En el siniestro perdieron la vida sus 71 ocupantes.
- 2024: El papa Francisco canoniza a Mama Antula.

## Nacimientos
- 1380: Gian Francesco Poggio Bracciolini, erudito italiano (f. 1459).
- 1466: Isabel de York, esposa del rey Enrique VII (f. 1503).
- 1535: Gregorio XIV, papa italiano (f. 1591).
- 1568: Honoré d'Urfé, escritor preciosista francés (f. 1625).
- 1657: Bernard le Bovier de Fontenelle, escritor y filósofo francés (f. 1757).
- 1742: Ramón Lázaro de Dou y de Bassols, diputado de las Cortes de Cádiz (f. 1832).
- 1746: Luis Paret, pintor español (f. 1799).
- 1768: John Hayes, marino y explorador británico (f. 1831).
- 1776: Ioannis Kapodistrias, diplomático y presidente griego (f. 1831).
- 1800: William Fox Talbot, inventor y fotógrafo británico (f. 1877).
- 1812: Alexander Hamilton Stephens, político estadounidense (f. 1883).
- 1821: Auguste Mariette, arqueólogo francés (f. 1881).
- 1826: Amand-Joseph Fava, obispo francés (f. 1899).
- 1830: Hans Bronsart von Schellendorff, pianista, director de orquesta y compositor alemán (f. 1913).
- 1839: Josiah Willard Gibbs, químico y físico estadounidense (f. 1903).
- 1847: Thomas Alva Edison, inventor y empresario estadounidense (f. 1931).
- 1860: Giulio Aristide Sartorio, pintor y escultor italiano (f. 1932).
- 1866: Saturnino Martín Cerezo, general español y uno de los últimos de Filipinas (f. 1945).
- 1869: Else Lasker-Schüler, poeta y escritora alemana (f. 1945).
- 1873: Feodor Chaliapin, cantante ruso (f. 1938).
- 1874: Elsa Beskow, escritora sueca (f. 1953).
- 1878: Peder Lykkeberg, nadador danés (f. 1944).
- 1878: Kazimir Malevich, pintor ruso (f. 1935).
- 1881: Carlo Carrà, pintor italiano (f. 1966).
- 1885: Wenceslao Fernández Flórez, escritor español (f. 1964).
- 1894: Alfonso Leng, compositor chileno (f. 1974).
- 1898: Leó Szilárd, físico húngaro-estadounidense (f. 1964).
- 1899: Manuel Sandoval Vallarta, físico mexicano (f. 1977).
- 1900: Hans-Georg Gadamer, filósofo alemán (f. 2002).
- 1900: Josei Toda, educador japonés (f. 1958).
- 1902: Arne Jacobsen, arquitecto danés (f. 1971).
- 1903: Antonio Machín, cantante y compositor cubano (f. 1977).
- 1903: Irène Némirovsky, escritora ucrainesa (f. 1942).
- 1904: José Finat y Escrivá de Romaní, político español (f. 1995).
- 1904: Keith Holyoake, político neozelandés, 26.º primer ministro (f. 1983).
- 1904: Lucile Randon, religiosa católica y supercentenaria francesa (f. 2023).
- 1904: Osvaldo Lira, sacerdote y filósofo chileno (f. 1996).
- 1908: Vivian Fuchs, geólogo británico (f. 1999).
- 1908: José Luis Salinas, ilustrador argentino (f. 1985).
- 1909: Max Baer, boxeador estadounidense (f. 1959).
- 1909: Joseph L. Mankiewicz, cineasta estadounidense (f. 1993).
- 1911: Francisco Rodríguez Gómez, político mexicano (f. 2009).
- 1912: Simón Lecue, futbolista español (f. 1984).
- 1914: Matt Dennis, cantante, pianista y compositor estadounidense (f. 2002).
- 1915: Patrick Leigh Fermor, escritor británico (f. 2011).
- 1915: Pepe Iglesias, actor argentino (f. 1991).
- 1915: Richard Hamming, matemático estadounidense (f. 1998).
- 1917: Giuseppe de Santis, guionista y cineasta italiano (f. 1997).
- 1917: Sidney Sheldon, novelista estadounidense (f. 2007).
- 1919: Eva Gabor, actriz húngaro-estadounidense (f. 1995).
- 1920: Faruq I, rey egipcio entre 1936 y 1952 (f. 1965).
- 1920: Daniel F. Galouye, escritor estadounidense (f. 1976).
- 1921: Lloyd Bentsen, político estadounidense (f. 2006).
- 1921: Rafael Anglada, escritor y director teatral español (f. 1993).
- 1921: Ottavio Missoni, diseñador italiano de moda (f. 2013).
- 1921: Edward Seidensticker, erudito y traductor estadounidense (f. 2007).
- 1922: Mateo Flores, atleta guatemalteco (f. 2011).
- 1922: Pablo González Casanova, sociólogo mexicano, rector de la Universidad Nacional Autónoma de México entre 1970 y 1972 (f. 2023).
- 1923: Clodomiro Almeyda, político chileno (f. 1997).
- 1923: Antony Flew, filósofo británico (f. 2010).
- 1925: Amparo Rivelles, actriz española (f. 2013).
- 1925: Kim Stanley, actriz estadounidense (f. 2001).
- 1925: Manuel Dos Santos, torero portugués (f. 1973).
- 1926: Alexander Gibson, director de orquesta e intendente de ópera escocés (f. 1995)
- 1926: Paul Bocuse, cocinero francés (f. 2018).
- 1926: Leslie Nielsen, actor canadiense (f. 2010).
- 1926: Nicolás Sánchez Albornoz, historiador y académico español.
- 1927: Albano Harguindeguy, militar argentino (f. 2012).
- 1928: Conrad Janis, actor y músico estadounidense (f. 2022).
- 1930: Ricardo Carpani, pintor argentino (f. 1997).
- 1930: Valentín Kótik, partisano soviético, la persona más joven en recibir el título de Héroe de la Unión Soviética (f. 1944).
- 1930: Mary Quant, diseñadora británica de modas (f. 2023).
- 1932: Dennis Skinner, político británico.
- 1932: Pedrés, torero español (f. 2021).
- 1933: Ramiro Rodrigues Valente, futbolista brasileño (f. 2025).
- 1934: Lourdes Canale, actriz mexicana (f. 2012).
- 1934: Manuel Antonio Noriega, político y militar panameño (f. 2017).
- 1934: John Surtees, piloto británico de motociclismo y de Fórmula 1 (f. 2017).
- 1935: Gene Vincent, cantante y guitarrista estadounidense (f. 1971).
- 1936: Burt Reynolds, actor estadounidense (f. 2018).
- 1936: Dietmar Gedde, regatista alemán.
- 1938: Simone de Oliveira, actriz y cantante portuguesa.
- 1939: Jane Yolen, escritora estadounidense.
- 1940: Rafael de Paula (Rafael Soto Moreno), torero español.
- 1941: Alberto Laiseca, escritor argentino (f. 2016).
- 1941: Sérgio Mendes, pianista y compositor brasileño (f. 2024).
- 1942: Graciela Dufau, actriz argentina.
- 1942: Coco López, periodista y politólogo argentino.
- 1942: Horacio Verbitsky, periodista y activista argentino.
- 1943: Gabriela Aberastury, pintora argentina.
- 1943: Joselito (José Jiménez Fernández), actor y cantante español.
- 1943: Serge Lama, cantante y compositor francés.
- 1943: Stan Szelest, tecladista estadounidense, de la banda The Band (f. 1991).
- 1943: Albin Vidović, balonmanista croata (f. 2018).
- 1944: Mike Oxley, político estadounidense (f. 2016).
- 1945: David Karako, futbolista y entrenador israelí (f. 2025).
- 1947: Yukio Hatoyama, político japonés, 60.º primer ministro.
- 1947: Juan María Leonardi Villasmil, obispo venezolano (f. 2014).
- 1947: Pedro Daniel Pellegata, futbolista argentino (f. 2013).
- 1948: Wayne Grudem, teólogo estadounidense.
- 1950: Tino Casal, cantante, compositor, productor, diseñador, pintor y escultor español (f. 1991).
- 1950: Jorge Enrique Robledo, arquitecto, profesor y político colombiano.
- 1952: Zahia Dahel Hebriche, escultora argelina.
- 1952: Haralds Vasiļjevs, jugador de hockey sobre hielo letón (f. 2024).
- 1953: Jeb Bush, político estadounidense, gobernador de Florida.
- 1955: Javier Moro, escritor español.
- 1957: Peter Klashorst, pintor, escultor y fotógrafo neerlandés.
- 1957: Walter Martos, militar y político peruano (f. 2025).
- 1958: Alberto Bica, futbolista uruguayo (f. 2021).
- 1958: Pepu Hernández, entrenador de baloncesto español.
- 1959: David López-Zubero, nadador hispano-estadounidense.
- 1959: Roberto Moreno, piloto brasileño de carreras.
- 1959: Mario Bezares, actor y comediante mexicano.
- 1959: Rodolfo Bottino, actor brasileño (f. 2011).
- 1960: Richard Mastracchio, astronauta e ingeniero estadounidense.
- 1960: Samuel Moreno, político colomboestadounidense (f. 2023).
- 1961: Rafael López Aliaga, empresario e ingeniero industrial peruano.
- 1962: Tammy Baldwin, político estadounidense.
- 1962: Sheryl Crow, cantante estadounidense.
- 1962: Eric Vanderaerden, ciclista belga.
- 1963: Dan Osman, escalador japonés-estadounidense (f. 1998).
- 1963: José Mari Bakero, futbolista español.
- 1964: Adrian Hasler, político y jefe de policía liechtensteniano.
- 1964: Sarah Palin, periodista y política conservadora estadounidense.
- 1964: Ken Shamrock, luchador profesional y artista marcial estadounidense.
- 1965: Marcelo Milanesio, baloncestista argentino.
- 1966: Dieudonné M'bala M'bala, comediante, actor y activista francés.
- 1967: Hank Gathers, baloncestista estadounidense (f. 1990).
- 1967: Roberto Abreu, taekwondista cubano.
- 1967: Ciro Ferrara, futbolista y entrenador italiano.
- 1969: Jennifer Aniston, actriz, cineasta y productora estadounidense.

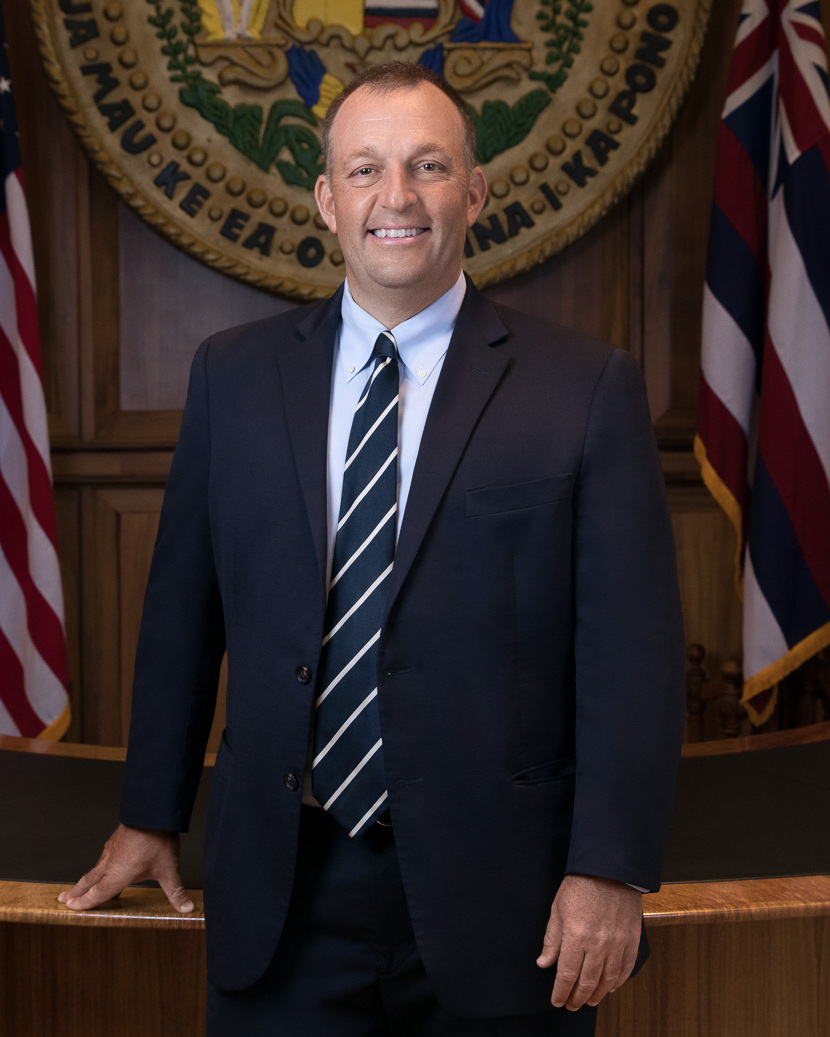
Josh Green

- 1970: Juan Aguirre, guitarrista español, de la banda Amaral.
- 1970: Fredrik Thordendal, músico sueco, de la banda Meshuggah.
- 1970: Josh Green, político y médico estadounidense, Gobernador de Hawái desde 2022.
- 1971: Damian Lewis, actor y productor británico.
- 1971: Park So-hyun, actriz surcoreana.
- 1971: Darnell Mee, baloncestista estadounidense.
- 1971: Susi Susanti, jugadora de bádminton indonesia.
- 1971: Héctor Chiles, ciclista ecuatoriano.
- 1972: Craig Jones, músico estadounidense, de la banda Slipknot.
- 1972: Steve McManaman, futbolista británico.
- 1972: Kelly Slater, surfista profesional estadounidense.
- 1972: Luis Marín, escritor chileno (f. 2019).
- 1972: Bernd Meier, futbolista alemán (f. 2012).
- 1972: Marina Ferragut, baloncestista española.
- 1972: Marisa Petroro, actriz y modelo estadounidense.
- 1972: Eugenia Rico, escritora española.
- 1973: Shawn Hernández, luchador estadounidense.
- 1973: Varg Vikernes, músico noruego, fundador de la banda Burzum.
- 1973: Piotr Wadecki, ciclista polaco.
- 1973: Christophe Lévêque, ciclista francés.
- 1974: Nick Barmby, futbolista británico.
- 1974: Fiorella Rodríguez, actriz y presentadora peruana.
- 1974: Bienvenido Manga, futbolista ecuatoguineano.
- 1974: Pedrito de Portugal, torero portugués.
- 1974: Igor Arenaza, futbolista español.
- 1974: Sébastien Hinault, ciclista francés.
- 1974: Jakub Bilke, futbolista polaco (f. 2014).
- 1974: Teemu Salo, jugador de curling finlandés.
- 1975: Jacque Vaughn, baloncestista estadounidense.
- 1975: Marek Špilár, futbolista eslovaco (f. 2013).
- 1975: Juan Carlos Andrés Costas, entrenador de fútbol español.
- 1976: Tony Battie, baloncestista estadounidense.
- 1976: Peter Hayes, cantante y guitarrista estadounidense, de la banda Black Rebel Motorcycle Club.
- 1976: Ricardo Pereira, futbolista portugués.
- 1977: Ioannis Okkas, futbolista chipriota.
- 1977: Mike Shinoda, músico estadounidense, de las bandas Linkin Park, y Fort Minor.
- 1977: Cataldo Montesanto, futbolista italiano.
- 1977: Marvin Chinchilla, futbolista costarricense.
- 1977: Raffaele Illiano, ciclista italiano.
- 1978: Pedro Brandariz, actor y monologuista español (f. 2022).
- 1978: Marieta Orozco, actriz española.
- 1978: Gerónimo Rauch, actor y cantante argentino.
- 1979: Brandy Norwood, actriz y cantante estadounidense.
- 1979: Mabrouk Zaid, futbolista saudí.
- 1979: Arnaud Di Pasquale, tenista franco-marroquí.
- 1980: Marco Bresciano, futbolista australiano.
- 1980: Titi Buengo, futbolista angoleño.
- 1980: Matthew Lawrence, actor estadounidense.
- 1981: Kelly Rowland, cantante estadounidense, de la banda Destiny's Child.
- 1981: Aritz Aduriz, futbolista español.
- 1981: Juanjo Cobo, ciclista español.
- 1982: Natalie Dormer, actriz británica.
- 1982: Neil Robertson, jugador de snooker australiano.
- 1982: Rodrigo Sebastian Alonso, futbolista y entrenador argentino.
- 1982: Christian Maggio, futbolista italiano.
- 1982: Hussain Ali Baba, futbolista bareiní.
- 1982: Mahmoud Gharbi, balonmanista tunecino.
- 1983: Rafael van der Vaart, futbolista neerlandés.
- 1983: Pablo Paredes, futbolista español.
- 1983: Huang Shengyi, actriz y cantante china.
- 1983: Rick Rickert, baloncestista estadounidense.
- 1983: Axel Kárason, baloncestista islandés.
- 1983: Stephen Thompson, artista marcial mixto estadounidense.
- 1984: Aubrey O'Day, cantante estadounidense y miembro de la banda Danity Kane.
- 1984: Marco Marcato, ciclista italiano.
- 1984: Alando Tucker, baloncestista estadounidense.
- 1985: William Beckett, cantante estadounidense.
- 1985: Sarah Butler, actriz estadounidense.
- 1985: Mariana Vega, cantante venezolana.
- 1985: Erick Norales, futbolista hondureño.
- 1985: Liber Quiñones, futbolista uruguayo.
- 1985: Luka Bogdanović, baloncestista serbio.
- 1985: Mirko Selvaggi, ciclista italiano.

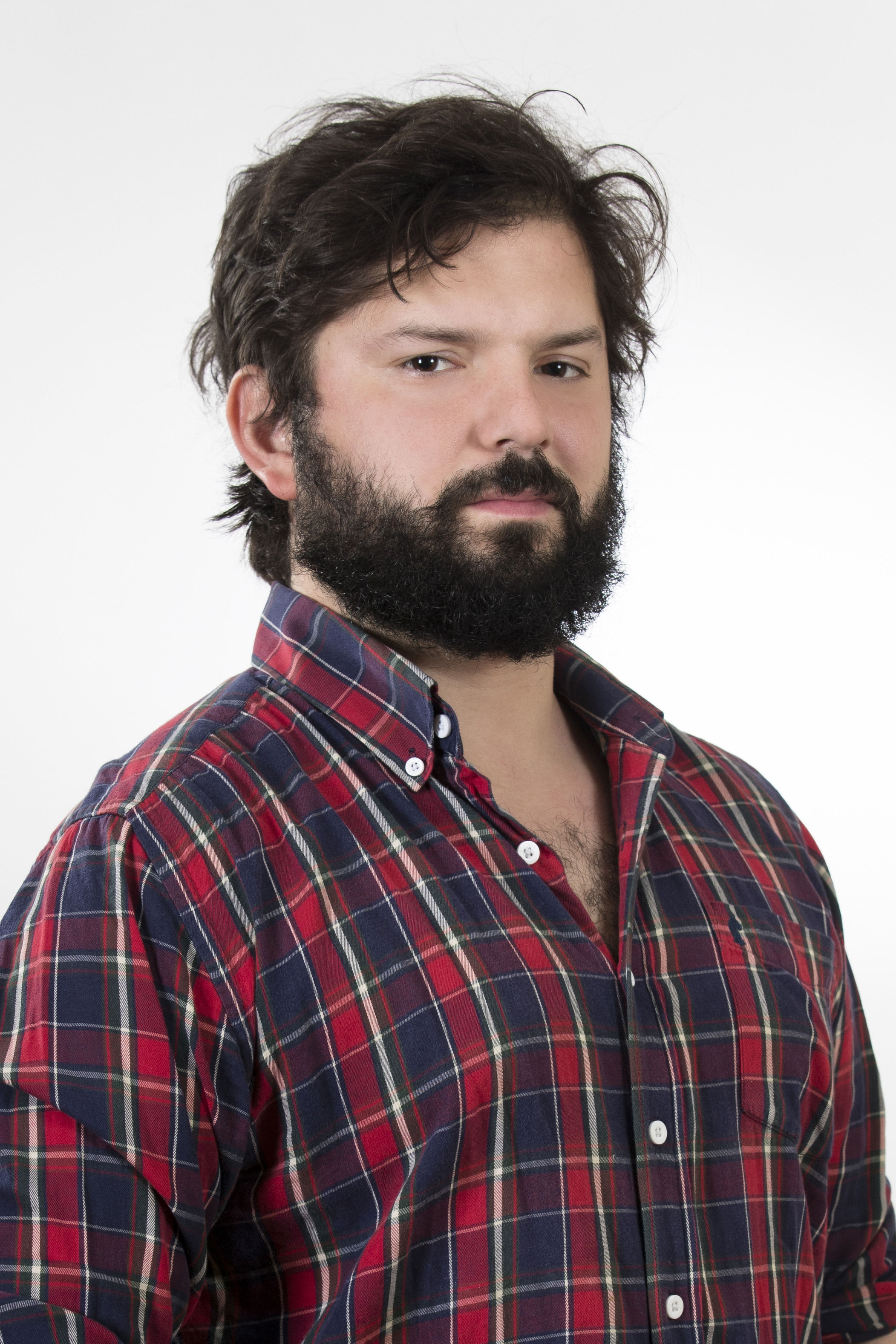
Gabriel Boric

- 1986: Gabriel Boric, político chileno, presidente de Chile desde 2022.
- 1986: Francisco Silva, futbolista chileno
- 1986: PJ Brennan, actor estadounidense.
- 1986: Divinity Love, actriz pornográfica y modelo erótica checa.
- 1986: Ricardo Velasteguí, actor ecuatoriano.
- 1987: Ellen van Dijk, ciclista neerlandesa.
- 1987: Luca Antonelli, futbolista italiano.
- 1987: Matt Besler, futbolista estadounidense.
- 1987: José Callejón, futbolista español.
- 1987: Juanmi Callejón, futbolista español.
- 1987: Aleksandre Kobakhidze, futbolista georgiano.
- 1987: Cristhian Ledesma, futbolista paraguayo.
- 1987: Ervin Zukanović, futbolista bosnio.
- 1987: Lamine Kanté, baloncestista francés.
- 1987: Tereza Huříková, ciclista checa.
- 1987: Ebba Busch, política sueca.
- 1987: Julio Torres, humorista salvadoreño.
- 1987: Clémentine Delauney, cantante francesa.
- 1987: Brian Matusz, beisbolista estadounidense (f. 2025).
- 1988: Jacob Banda, futbolista zambiano.
- 1988: Brown Ideye, futbolista nigeriano.
- 1988: Carles Coto Pagés, futbolista español.
- 1988: Alberto Manuel Domínguez Rivas, futbolista español.
- 1989: Alexander Büttner, futbolista neerlandés.
- 1989: Timo Perthel, futbolista alemán.
- 1989: Lemark Hernández, futbolista costarricense.
- 1989: Josef de Souza Dias, futbolista brasileño.
- 1989: Fredric Pettersson, balonmanista sueco.
- 1989: Bec Rawlings, artista marcial mixta australiana.
- 1989: Adèle Haenel, actriz francesa.
- 1990: Javier Aquino, futbolista mexicano.
- 1990: Q'orianka Kilcher, actriz y cantante estadounidense.
- 1990: Kareem Moses, futbolista trinitense.
- 1990: Manuel García Humanes, futbolista español.
- 1990: Emilia Brodin, futbolista sueca.
- 1991: Christofer Drew, cantante y compositor, de la banda Never Shout Never.
- 1991: Georgia May Foote, actriz británica.
- 1991: Shanina Shaik, modelo australiana.
- 1991: Nikola Mirotić, baloncestista español de origen montenegrino.
- 1991: Sierra Deaton, cantautora excomponente del dúo musical Alex & Sierra.
- 1991: Óscar Plano, futbolista español.
- 1991: Guillermo Ferracuti, futbolista argentino.
- 1992: Taylor Lautner, actor de cine estadounidense.
- 1992: Louis Labeyrie, baloncestista francés.
- 1992: Filippo Falco, futbolista italiano.
- 1992: Juan Tomás Ortuño Martínez, futbolista español.
- 1992: Amaia Lanbarri, futbolista española.
- 1992: Agustín Gutiérrez, futbolista uruguayo.
- 1992: Rodrigo Borda, futbolista boliviano.
- 1992: Cheick Fantamady Diarra, futbolista maliense.
- 1993: Ian González Nieto, futbolista español.
- 1993: Ignacio Sánchez Romo, futbolista español.
- 1993: Mario Sánchez Franco, futbolista español.
- 1993: Hörður Björgvin Magnússon, futbolista islandés.
- 1993: Merel van Dongen, futbolista neerlandesa.
- 1993: Petr Yan, artista marcial mixto ruso.
- 1994: Dansby Swanson, beisbolista estadounidense.
- 1994: Román Zobnin, futbolista ruso.
- 1994: Luca Garritano, futbolista italiano.
- 1994: Miguel Almirón, futbolista paraguayo.
- 1994: Ali Karimi, futbolista iraní.
- 1994: Movsar Evloev, artista marcial mixto ruso.
- 1994: Roosevelt Roberts, artista marcial mixto estadounidense.
- 1995: Gianluca Ginoble, cantante italiano.
- 1995: Rick Karsdorp, futbolista neerlandés.
- 1995: Demi De Jong, ciclista neerlandesa.
- 1995: Clifford Aboagye, futbolista ghanés.
- 1995: Milan Škriniar, futbolista eslovaco.
- 1995: Maciej Musiał, actor polaco.
- 1995: Michael Brunner, jugador de curling suizo.
- 1995: Gregory Soto, beisbolista dominicano.
- 1996: Jonathan Tah, futbolista alemán.
- 1996: Michael Amir Murillo, futbolista panameño.
- 1996: Lucas Torreira, futbolista uruguayo.
- 1996: Hervan Nkogho, taekwondista canadiense.
- 1996: Joris Nieuwenhuis, ciclista neerlandés.
- 1996: Luismi Quezada, futbolista hispano-dominicano.

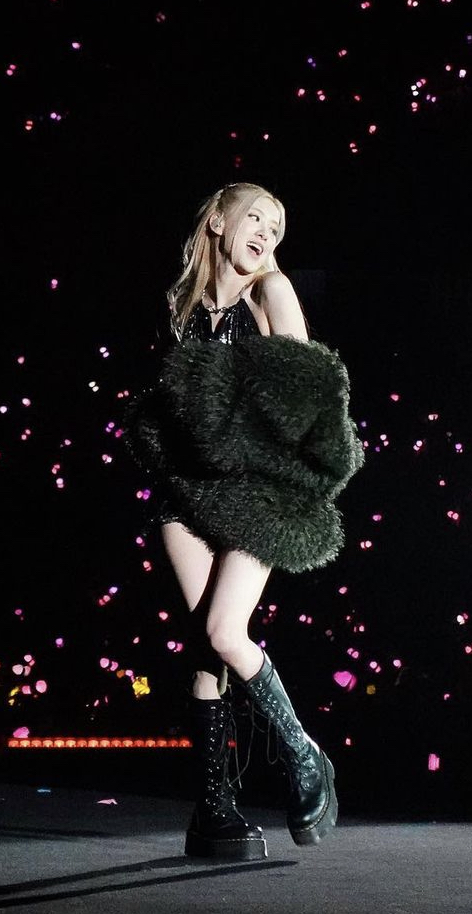
Rosé

- 1997: Rosé, cantante coreano-neozelandesa, integrante del grupo Blackpink.
- 1997: Eliseo Falcón, futbolista español.
- 1997: Adrià Vilanova, futbolista español.
- 1997: Ferrán Sarsanedas, futbolista español.
- 1997: Mateusz Wieteska, futbolista polaco.
- 1997: Martin Mirčevski, futbolista macedonio.
- 1997: Filip Uremović, futbolista croata.
- 1997: Karlo Letica, futbolista croata.
- 1997: Zavier Simpson, baloncestista estadounidense.
- 1997: Lisa Vicari, actriz alemana.
- 1998: Jesús Rodríguez Ortuño, futbolista español.
- 1998: Carel Eiting, futbolista neerlandés.
- 1998: Felix Götze, futbolista alemán.
- 1998: Ronaldo Córdoba, futbolista panameño.
- 1998: María Sol Benzaquen, futbolista argentina.
- 1998: Tamara Angulo, futbolista ecuatoriana.
- 1999: Dino, cantante, rapero y bailarín surcoreano.
- 1999: Andriy Lunin, futbolista ucraniano.
- 1999: Kyōsuke Tagawa, futbolistra japonés.
- 1999: Candance Hill, atleta estadounidense.
- 1999: Fotimajon Amilova, nadadora uzbeka.
- 1999: Ashlan Best, atleta canadiense.
- 1999: Serguéi Shirobókov, atleta ruso.
- 1999: Ed Ingram, jugador de fútbol americano estadounidense.
- 2000: Nicolás Mejía, tenista colombiano.
- 2000: José Fontán, futbolista español.
- 2000: Agustín Almendra, futbolista argentino.
- 2000: Kokoro Morita, actriz japonesa.
- 2000: Benik Jlgatian, tirador armenio.
- 2000: Fiona Crackles, jugadora de hockey sobre césped británica.
- 2000: Tim Berni, jugador de hockey sobre hielo suizo.
- 2001: Bryan Gil, futbolista español.
- 2001: Carlos Domínguez Cáceres, futbolista español.
- 2001: Adam Idah, futbolista irlandés.
- 2001: Gabriel Pec, futbolista brasileño.
- 2001: Lukas Schöfl, futbolista austriaco.
- 2002: Dango Ouattara, futbolista burkinés.
- 2002: Matías Galarza, futbolista paraguayo.
- 2002: Liam Lawson, piloto de automovilismo neozelandés.
- 2003: Leonel Tejada, futbolista panameño.
- 2004: Martim Marques, futbolista portugués.
- 2004: David Gómez, baloncestista español.

## Fallecimientos
- 55: Británico, hijo del emperador romano Claudio (n. 41).
- 244: Gordiano III, emperador romano (n. 225).
- 641: Heraclio, emperador bizantino (n. c. 575).
- 824: Pascual I, papa italiano (n. ¿?).
- 1141: Hugo de San Víctor, teólogo y poeta francés (n. 1096).
- 1160: Minamoto no Yoshitomo, general japonés (n. 1123).
- 1503: Isabel de York, aristócrata inglesa (n. 1466).
- 1626: Pietro Cataldi, matemático italiano (n. 1552).
- 1650: René Descartes, filósofo y matemático francés (n. 1596).
- 1755: Scipione Maffei, historiador, dramaturgo, filósofo y arqueólogo italiano (n. 1675).
- 1763: William Shenstone, poeta británico (n. 1714).
- 1795: Carl Michael Bellman, poeta y compositor sueco (n. 1740).
- 1797: Antoine Dauvergne, violinista y compositor francés (n. 1713).
- 1829: Alexandr Griboyédov, dramaturgo ruso (n. 1795).
- 1860: Manuel Carpio, poeta, médico, maestro y político mexicano (n. 1791).
- 1862: Elizabeth Siddal, poetisa y artista británica (n. 1829).
- 1868: Léon Foucault, físico francés (n. 1819).
- 1870: Carlos Soublette, militar, político y presidente venezolano (n. 1789).
- 1879: Honoré Daumier, pintor y caricaturista francés (n. 1808).
- 1894: Emilio Arrieta, compositor español (n. 1823).
- 1894: José Tomás de Cuéllar, escritor y político mexicano (n. 1830).
- 1895: Juan María Acebal y Gutiérrez, escritor español (n. 1815).
- 1898: Félix María Zuloaga, militar y político mexicano (n. 1813).
- 1901: Ramón de Campoamor, escritor español (n. 1817).
- 1904: Élie Reclus,  anarquista francés (n. 1827).
- 1911: Isidro Nonell Monturiol, pintor español (n. 1872).
- 1912: Agustín Lizárraga, explorador y agricultor cuzqueño (n. 1865).
- 1917: Oswaldo Cruz, médico brasileño (n. 1872).
- 1926: Guillermo White, ingeniero argentino (n. 1844).
- 1931: Charles Algernon Parsons, inventor británico (n. 1854).
- 1931: Antonieta Rivas Mercado, actriz, activista y escritora mexicana (n. 1900).
- 1939: Franz Schmidt, pianista y compositor austriaco (n. 1874).
- 1940: John Buchan, novelista y político escocés (n. 1875).
- 1941: Selma Meyer, pacifista y feminista neerlandesa (n. 1890).
- 1945: Al Dubin, compositor suizo-estadounidense (n. 1891).
- 1945: Gerhard Schmidhuber, general alemán (n. 1894).
- 1948: Serguéi Eisenstein, director ruso de teatro y cine (n. 1898).
- 1949: Axel Munthe, médico y escritor sueco (n. 1857).
- 1952: Félix Fulgencio Palavicini, ingeniero, periodista, escritor y político mexicano (n. 1881).
- 1953: Antonio Goicoechea, político español (n. 1876).
- 1958: Ernest Jones, neurólogo y psicoanalista británico (n. 1879).
- 1960: Jacobo Prías Álape, político y dirigente comunista colombiano (n. 1920).
- 1962: Indalecio Prieto, político socialista español (n. 1883).
- 1963: Sylvia Plath, poetisa y novelista estadounidense (n. 1932).
- 1964: Pablo Martín Alonso, militar español (n. 1896).
- 1968: Mario Fortuna, actor argentino (n. 1911).
- 1968: Howard Lindsay, dramaturgo estadounidense (n. 1888).
- 1972: Jan Wils, arquitecto neerlandés (n. 1891).
- 1973: J. Hans D. Jensen, físico alemán, premio Nobel de Física (n. 1907).
- 1975: Richard Ratsimandrava, militar y presidente malgache (n. 1931).
- 1976: Frank Arnau, escritor alemán (n. 1894).
- 1976: Lee J. Cobb, actor estadounidense (n. 1911).
- 1976: Alexander Lippisch, piloto alemán (n. 1894).
- 1977: Fakhruddin Ali Ahmed, abogado y político indio, 5.º presidente de su país (n. 1905).
- 1977: Louis Beel, político neerlandés, primer ministro (n. 1902).
- 1978: James Bryant Conant, químico, académico y diplomático estadounidense (n. 1893).
- 1978: Harry Martinson, escritor sueco, premio Nobel de Literatura en 1974 (n. 1904).
- 1982: Eleanor Powell, actriz y bailarina estadounidense (n. 1912).
- 1982: Takashi Shimura, actor japonés (n. 1905).
- 1985: Henry Hathaway, actor, cineasta y productor estadounidense (n. 1898).
- 1985: Víctor Palomo, piloto español de motos (n. 1949).
- 1986: Frank Herbert, escritor estadounidense (n. 1920).
- 1990: José Entrecanales Ibarra, empresario español (n. 1899).
- 1991: Ricardo Gullón, escritor español (n. 1908).
- 1993: Robert W. Holley, bioquímico estadounidense, (n. 1922).
- 1994: William Conrad, actor, director y productor estadounidense (n. 1920).
- 1994: Paul Feyerabend, filósofo austriaco (n. 1924).
- 1994: Mercedes Comaposada, activista feminista y anarcosindicalista española (n. 1901)
- 1996: Bob Shaw, escritor irlandés (n. 1931).
- 1996: Gertrude Sawyer, arquitecta estadounidense (n. 1895).
- 2000: Bernardo Capó, ciclista español (n. 1920).
- 2000: Roger Vadim, cineasta, guionista y productor francés (n. 1928).
- 2002: G. Harishankar, percusionista indio (n. 1958).
- 2003: Socorro Avelar, actriz, directora y escritora mexicana (n. 1925).
- 2004: Albeiro Usuriaga, futbolista colombiano. (n. 1966).
- 2005: Mary Jackson (ingeniera), ingeniera de la NASA (n. 1921).
- 2006: Peter Benchley, escritor estadounidense (n. 1940).
- 2006: Ken Fletcher, tenista australiano (n. 1940).
- 2007: Juan Giralt, pintor español (n. 1940).
- 2007: Marianne Fredriksson, escritora sueca (n. 1927).
- 2008: Tom Lantos, político estadounidense (n. 1928).
- 2008: Frank Piasecki, diseñador aeronáutico estadounidense (n. 1919).
- 2008: Wilson Hermosa González, cantautor boliviano de la banda Los Kjarkas (n. 1944).
- 2008: Emilio Carballido, escritor mexicano  (n. 1925).
- 2009: Francis Smith, músico y compositor argentino (n. 1938).
- 2010: Alexander McQueen, diseñador de moda británico (n. 1969).
- 2011: Bo Carpelan, poeta fines (n. 1926).

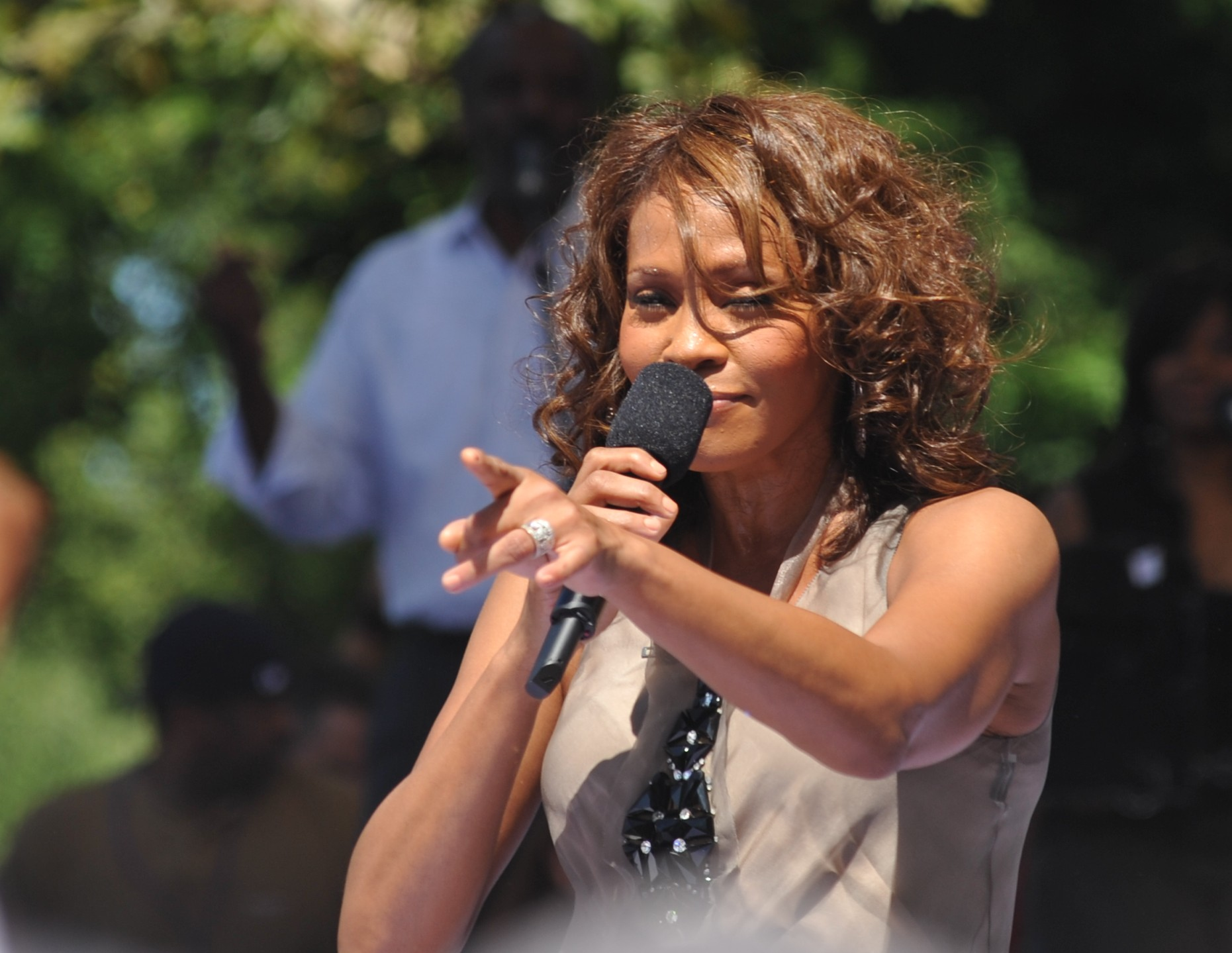
Whitney Houston.

- 2012: Whitney Houston, cantante, compositora y productora estadounidense (n. 1963).
- 2013: Jim Boatwright, estadounidense baloncestista (n. 1952).
- 2013: Ramiro Otero Lugones, idealista boliviano (n. 1928).
- 2013: Frank Seator, futbolista liberiano (n. 1975).
- 2013: Erick Cassel, cofundador de Roblox (n. 1967).
- 2013: Alfred Zijai, futbolista albanés (n. 1961).
- 2013: Daniel Montero, integrante de Shamanes Crew. (n. 1983).
- 2013: Rick Huxley, bajista de la banda The Dave Clark Five (n. 1942).
- 2014: Fernando González Pacheco, actor de cine y televisión, presentador, animador y periodista hispano-colombiano (n. 1932).
- 2014: Alice Babs, cantante sueca (n. 1924).
- 2015: Roger Hanin, actor, director y escritor francés (n. 1925).
- 2017: Hal Moore, militar estadounidense (n. 1922).
- 2017: Trish Doan, bajista de la banda canadiense Kittie
- 2019: Sibghatullah Mojaddedi, profesor y político afgano, presidente de Afganistán en 1992 (n. 1926).
- 2020: George Coyne, sacerdote y astrónomo estadounidense (n. 1933).
- 2021: Rubén Alfonso Ramírez, periodista, maestro y político guatemalteco (n. 1936).
- 2021: Teresa Burga, artista multimedia peruana (n. 1935).
- 2022: Isabel Torres (52), presentadora de televisión y radio, tertuliana y actriz española (n. 1969).
- 2025: Duo (14), mascota de la plataforma Duolingo (n. 2011).

## Celebraciones
- Jornada Mundial del Enfermo.

- Día Internacional de la Mujer y la Niña en la Ciencia.[3]

- Día Mundial de la Mujer Médica.[4]Se rinde un especial tributo a la doctora de origen inglés Elizabeth Blackwell por ser la primera mujer en el mundo en recibir el título en Estados Unidos, y luego poder ejercer tan loable profesión para el beneficio de la humanidad.

Compartidas
- Unión Europea: 
  - Día del Número de Emergencias Europeo 112.

 Por países
(Por orden alfabético)
- Argentina:
  -  Misiones: 
    - Aniversario de Comandante Andresito.[5]
Fundación: 11 de febrero de 1980 (45 años).[6]

- Bután:
  - Vacaciones en Losar.[7]

- Camerún: 
  - Día de la Juventud.[7]

- Ciudad del Vaticano: 
  - Aniversario de la firma de los Pactos de Letrán.[7]

- Corea del Sur: 
  - Taeborum, comienzo del año nuevo lunar.[7]

- Estados Unidos: 
  - Día del Inventor. (Aniversario del nacimiento de Thomas Alva Edison).

- Guatemala:
  - Día de la Monja Blanca.

- Irán: 
  - Día de la Victoria de la Revolución.[7]

- Italia: 
  - Día de Conciliación (conmemorando la firma de los Pactos de Letrán).

- Japón: 
  - Día de la Fundación Nacional (Kenkoku Kinen no hi).

- Liberia: 
  - Día de las Fuerzas Armadas.[7]

- Mongolia:
  - Vacaciones de Tsagaan Sir.[7]

- Venezuela: 
  - Día del Sociólogo y el Antropólogo.

- Vietnam:
  - Fiesta del Tet.[7]

### Santoral católico

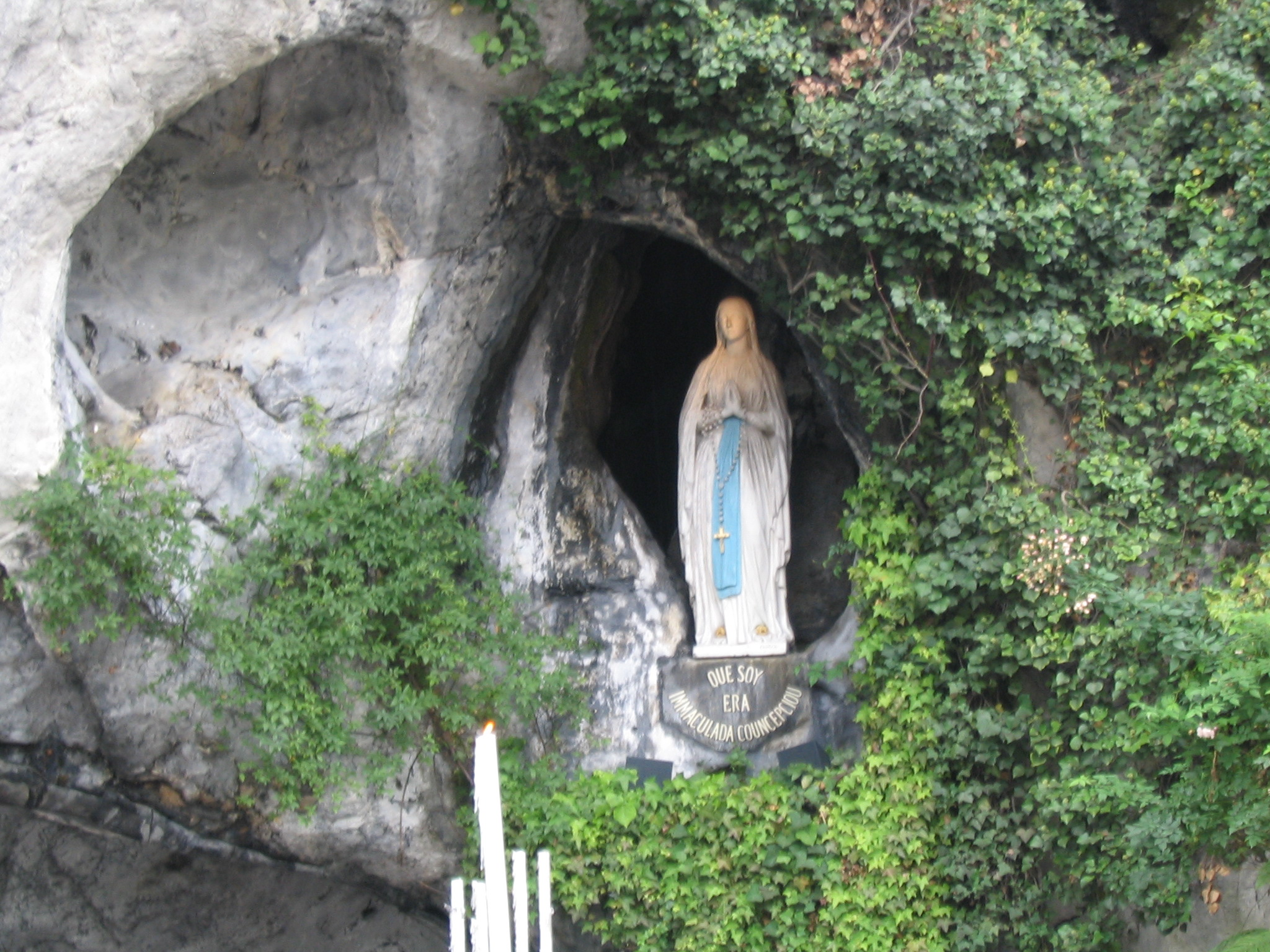
Nuestra Señora de Lourdes en Lourdes, Francia

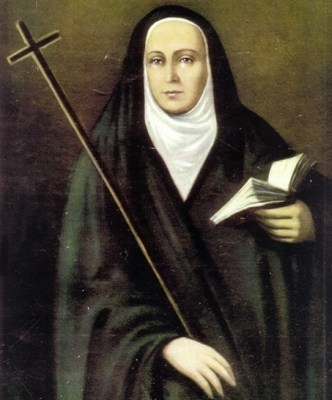
Santa Mama Antula

- Nuestra Señora de Lourdes.[8][9](imagen ilustrativa).
Advocación mariana cuyo origen se remonta a las apariciones de la Madre de Dios a Santa Bernardita en 1858, en Francia. Los encuentros de Bernardette (Santa Bernardita) con la Virgen María se produjeron en la gruta de Massabielle, a orillas del río Gave de Pau, en las afueras de Lourdes, un pueblo ubicado en las estribaciones de los Pirineos.

- San Ardano, abad francés.[9]
- San Castrense, obispo y mártir romano.[9]
- San Gregorio II, papa 89°.[9]
- San Pascual I, papa 98°.[9]
- San Pedro de Jesús Maldonado, sacerdote y mártir mexicano.
- San Secundino, mártir hispano.[9]
- San Severino de Agauno, abad francés.[9]
- Santa Soteris, virgen y mártir romana.[9]
- Beato Tobías Borras Romeu, religioso y mártir español.[9]

 Por países
(Por orden alfabético)
- Argentina y  Ciudad del Vaticano:
  - Santa Mama Antula.[10](imagen ilustrativa).
    - Aniversario de la canonización de la primera laica argentina: María Antonia de Paz y Figueroa, más conocida como Mama Antula –como solían llamarla los indígenas–, oriunda de la provincia de Santiago del Estero. El acto fue encabezado por el domingo 11 de febrero por el Papa Francisco (hace 1 años), con la presencia del presidente de Argentina Javier Milei, en una ceremonia celebrada en la Basílica de San Pedro en la Ciudad del Vaticano.[11]